# Parvovirose canine
 Mise en garde médicale
La parvovirose canine est une maladie infectieuse du chien d'apparition récente. Elle est due à un parvovirus, le parvovirus canin de type 2 (Canine ParvoVirus 2 ou CPV 2), transmis entre les animaux par contact direct ou par leurs excréments. La parvovirose se manifeste par des atteintes intestinales (gastro-entérite), et plus rarement cardiaques, dont l'issue peut être fatale (jusqu'à 91 % de mortalité en l'absence de traitement). Il existe cependant un vaccin. La parvovirose n'est pas transmissible à l'espèce humaine.
Il existe aussi un parvovirus canin de type 1, appelé virus minute des chiens (MVC pour Minute Virus of Canines) responsable d'avortements (mortalité embryonnaire) et de mortalité néonatale ou chez le chiot de moins de deux mois.

## Historique
Il s'agit d'une maladie récente, diagnostiquée pour la première fois aux États-Unis et en Australie en 1978. Elle s'est répandue dans le monde entier en un ou deux ans. Le parvovirus canin CPV2 est très proche du parvovirus félin à l'origine du typhus félin, ou parvovirose féline : ils sont identiques à 98 % et ne se distinguent que par deux acides aminés de la protéine VP2 de la capside. Il est aussi très proche du virus de l'entérite du vison (en) et des parvovirus des ratons-laveurs et des renards. On pense actuellement que le parvovirus félin a muté pour devenir le CPV2, ou que le CPV2 est un mutant d'un parvovirus encore non identifié d'un carnivore sauvage. Une souche du virus CPV2b (souche FP84) provoque des maladies chez un petit pourcentage de chats domestiques, et la vaccination contre le typhus félin semble efficace contre elle. Le CPV2 lui-même ne cause pas de maladie chez les chats et seulement des atteintes minimes aux visons et aux ratons-laveurs : il affecte presque uniquement les canidés.
Deux autres souches du parvovirus canin, CPV2a et CPV2b, ont été identifiées respectivement en 1979 et 1984. La plupart des parvoviroses canines sont probablement causées par ces deux souches, qui ont remplacé la souche originelle, et le virus actuel est différent du premier découvert,, bien qu'ils ne puissent pas être distingués par la plupart des tests. Un troisième type, CPV2c (un mutant Glu-426), a été découvert en Espagne, en Italie et au Viêt Nam.

## Physiopathologie
Les parvovirus canins sont des virus à ADN simple-brin sans enveloppe. Ils possèdent une symétrie icosaédrale et un génome d'environ 5 000 nucléotides.
Il existe deux formes de parvovirose canine : intestinale et cardiaque. Les chiots y sont les plus sensibles, et plus de 80 % des chiens adultes ne présentent aucun symptôme. Si la forme de la maladie est sévère, en l'absence de réhydratation, le chien peut mourir dans les 48 à 72 heures. Dans la forme la plus commune, la mortalité est d'environ 10 %. Certaines races comme les Rottweilers, les Dobermanns et les Pitbulls, ainsi que les autres chiens noirs et rouges, pourraient y être plus sensibles. Outre l'âge et la race, le risque d'infection sévère est augmenté par un environnement stressant, d'autres infections par des bactéries, des parasites et le coronavirus canin. Les chiens infectés par le CPV2 meurent habituellement de déshydratation ou de surinfection plutôt que du virus lui-même.

### Forme intestinale
Les chiens sont infectés par contact oral avec le virus CPV 2 dans des excréments, des sols souillés ou des fomites contenant le virus. Après son ingestion, celui-ci se réplique dans les tissus lymphoïdes de la gorge, d'où il se diffuse dans la circulation sanguine. À partir de là, le virus attaque les cellules à division rapide, notamment celles des ganglions lymphatiques, des cryptes intestinales et de la moëlle osseuse. Cela provoque une chute de la quantité de lymphocyte dans les ganglions lymphatiques, ainsi que la nécrose et la destruction des cryptes intestinales. Des bactéries anaérobies normalement présentes dans les intestins peuvent alors passer dans la circulation sanguine ; cette bactériémie peut déboucher sur une septicémie. Les bactéries les plus souvent impliquées dans les cas graves appartiennent aux genres Clostridia, Campylobacter et Salmonella. L'ensemble peut provoquer un syndrome connu sous le nom de « Syndrome de réponse inflammatoire systémique » (SIRS). Le SIRS entraine une série de complications comme l'hypercoagulation du sang, l'endotoxémie et le syndrome de détresse respiratoire aiguë (SDRA). Des myocardites bactériennes ont également été rapportées en association avec la septicémie. Les chiens infectés par le CPV 2 risquent aussi l'invagination intestinale, où une partie de l'intestin s'engage dans une autre.
Trois ou quatre jours après l'infection, le virus commence à apparaître dans les excréments, où il peut rester présent jusqu'à trois semaines, certains chiens restant des porteurs asymptomatiques et continuant à diffuser périodiquement le virus. Ce virus est habituellement plus mortel quand son hôte est déjà infecté par des vers ou d'autres parasites intestinaux.

### Forme cardiaque
Cette forme, plus rare, atteint les chiots infectés dans l'utérus ou peu après leur naissance, et jusqu'à l'âge d'environ huit semaines. Le virus attaque le muscle cardiaque et le chiot meurt soudain d'un seul coup, ou après une courte période de difficulté respiratoire due à un œdème pulmonaire. Au microscope, on observe que le cœur présente de nombreux points de nécrose associés à l'infiltration de monocytes. La formation de tissus fibreux excédentaires (fibrose) est souvent évidente chez les animaux survivants. Les fibres musculaires sont le lieu de réplication du virus. La maladie peut être accompagnée ou non des symptômes de la forme intestinale. Cette forme est cependant rare, en raison de la vaccination généralisée des chiennes gestantes.
Plus rarement encore, la parvovirose pour provoquer une infection généralisée chez les chiots nouveau-nés, avec de la réplication virale et des lésions hors du système digestif et du cœur, dans le cerveau, le foie, les poumons, les reins et les corticosurrénales. La paroi des vaisseaux sanguins est aussi gravement endommagée, ce qui provoque des hémorragies.

### Infection du fœtus
Ce type d'infection peut se produire quand une chienne gestante est infectée par le CPV 2. Elle peut développer une immunité sans manifester aucun signe clinique de la maladie, mais le virus peut avoir déjà traversé le placenta pour infecter le fœtus. Cela peut causer plusieurs malformations. Dans les cas modérés, les chiots peuvent naître avec des malformations neurologiques comme l'hypoplasie du cervelet.

## Diagnostic

### Symptômes
Les chiens atteints présentent les premiers symptômes entre 3 et 7 jours après leur infection. Ceux-ci comprennent d'abord la léthargie, puis des diarrhées (habituellement sanglantes), des vomissements et de la fièvre. Les diarrhées et les vomissements causent une déshydratation et des surinfections peuvent se produire. Du fait des atteintes à la paroi des intestins, le sang et des protéines peuvent passer dans les intestins, ce qui produit une anémie, tandis que des endotoxines passent dans la circulation sanguine, ce qui provoque une endotoxémie. Les niveaux de globules blancs chutent, affaiblissant encore davantage l'animal. Certains de ces facteurs ou leur ensemble peuvent provoquer un choc circulatoire et la mort.
Aux stades tardifs de l'infection, les chiens présentent une odeur particulière.
Du point de vue clinique, la forme intestinale de la parvovirose peut parfois être confondue avec une infection par des coronavirus ou d'autres formes d'entérites. La parvovirose est cependant plus grave, et la présence de diarrhées sanglantes, un taux de globules blancs faible et la nécrose de la paroi intestinale doivent faire penser au parvovirus, particulièrement chez les chiens non vaccinés. La forme cardiaque est plus facile à diagnostiquer, car ses symptômes sont caractéristiques.

### Examens complémentaires
Le diagnostic se fait par observation du virus dans les excréments, soit par Méthode immuno-enzymatique ELISA ou hémagglutination, soit par microscopie électronique. La réaction en chaîne par polymérase (PCR), maintenant disponible pour le CPV2, peut être utilisée à un stade plus tardif, quand la quantité de virus dans les excréments peut être retombée à une concentration non détectable par ELISA.

## Prise en charge
Le taux de survie dépend de la précocité du diagnostic, de l'âge du chien et de l'efficacité du traitement. Celui-ci implique habituellement une hospitalisation complète, en raison de la déshydratation sévère et des atteintes aux intestins et à la moëlle osseuse. Un test pour la parvovirose doit être effectué dès que celle-ci est suspectée, afin de commencer le traitement le plus tôt possible et d'améliorer les probabilités de survie en cas de résultat positif.
Le traitement idéal consiste à apporter par voie intraveineuse des cristalloïdes ou des colloïdes (de l'hydroxyéthylamidon), et à injecter des antiémétiques comme le maropitant, le métoclopramide, le dolasétron, l'ondansetron ou la prochlorpérazine, ainsi que des antibiotiques à large spectre comme la cefazoline/enrofloxacine (en), l'ampicilline/enrofloxacine, le métronidazole, la ticarcilline/acide clavulanique ou l'enrofloxacine. Les liquides sont apportés en intraveineuses et les antiémétiques et antibiotiques en injections sous-cutanées, intramusculaires ou intraveineuses. Les liquides sont typiquement un mélange de solution stérile de pH neutre, avec une quantité adéquate de vitamines B, de dextrose et de chlorure de potassium. Des analgésiques peuvent être utilisés pour soulager le malaise intestinal causé par les fréquentes diarrhées ; cependant les analgésiques opioïdes peuvent provoquer un iléus secondaire et une baisse de la motilité.
Outre l'apport de liquides pour réhydrater l'animal, chaque fois que le chiot vomit ou a de la diarrhée, on apporte une quantité de liquide équivalente par voie intraveineuse. La quantité nécessaire dépend du poids de l'animal, de son changement de poids, de son degré de déshydratation et de sa surface.
Une transfusion de plasma sanguin d'un chien qui a déjà survécu à la maladie est quelquefois effectuée pour procurer une immunité passive au chien malade. Certains vétérinaires gardent de tels chiens sur place, ou disposent de sérum congelé. Il n'y a pas eu d'études contrôlées sur ce type de traitement. Des transfusions de plasma congelé ou d'albumine humaine peuvent aussi aider à remplacer les grandes quantités de protéines perdues dans certains cas et faciliter la guérison des tissus. Ceci est cependant controversé, du fait de l'existence de colloïdes plus sûrs comme l'hydroxyéthylamidon, qui accroît la pression osmotique sans l'effet indésirable de prédisposer le chien à des réactions allergiques aux futures transfusions.
Une fois que le chien cesse de perdre des liquides, l'apport de ceux-ci peut être progressivement arrêté et une nourriture très légère peut être proposée. Des antibiotiques sont administrés par voie orale en fonction du taux de globules blancs et de la capacité du chien à lutter contre les infections opportunistes. Un chiot avec des symptômes minimes peut se rétablir en deux ou trois jours s'il est mis sous intraveineuse dès que les symptômes sont constatés et que le test confirme le diagnostic. Si le cas est plus sévère, il peut rester malade entre 5 jours et 2 semaines. Même quand il est hospitalisé, il n'est cependant jamais garanti qu'il puisse être guéri et survivre.

### Traitements expérimentaux
On a rapporté de rares cas où l'oseltamivir (Tamiflu) réduisait la gravité de la parvovirose canine et la durée d'hospitalisation. Ce médicament pourrait limiter la capacité du virus à envahir les cellules des cryptes de l'intestin grêle et diminuer la colonisation des bactéries gastrointestinales et leur production de toxines. Cependant, étant donné le mode de réplication de l'ADN du virus et le mécanisme d'action de l'oseltamivir, ce traitement n'a pas prouvé son efficacité pour augmenter la durée de survie, ni raccourcir le temps d'hospitalisation.
Plus récemment, de nombreuses études ont montré que l'interféron recombinant félin omega (rFeIFN-ω), produit par des larves de vers à soie grâce à un baculovirus, constituait un traitement efficace. Il n'est cependant pas encore approuvé aux États-Unis,,,.
Une étude de l'Université d'État du Colorado de 2012 (pas encore publiée) a montré de bons résultats avec un traitement intensif à domicile avec des injections de maropitant (Cerenia) et de céfovécin (en) (Convenia), un antibiotique injectable à action lente, deux médicaments récemment lancés par Zoetis (ancienne filiale de Pfizer). Ce traitement coûterait entre 200 et 300 dollars, une fraction des 1 500 à 3 000 dollars que coûtent les traitements chez le vétérinaire. Le traitement standard reste cependant la thérapie avec apport de liquides par intraveineuse. Dans l'étude de l'Université du Colorado, le taux de survie du groupe testé était de 85 %, comparé aux 90 % du traitement conventionnel. Ces chiens avaient reçu un apport initial de liquides par intraveineuses et en recevaient chaque jour en sous-cutanées par le vétérinaire qui les soignait.

## Évolution
En l'absence de traitement, le taux de mortalité approche 91 %. Avec des traitements agressifs, le taux de survie peut atteindre 80 à 95 %, soit un taux de mortalité de 5 à 20 %. Pour les petits chiens et les jeunes chiots de la plupart des races (Chihuahuas, Loulous de Poméranie, Rottweilers), le taux de survie est bien plus faible, entre 20 et 50 %,.

## Prévention
La prévention est le seul moyen d'assurer la protection des chiots et des adultes, car la parvovirose est extrêmement virulente et contagieuse. La vaccination doit être effectuée dès 5 ou 6 semaines, avec un rappel toutes les 4 ou 5 semaines jusqu'à l'âge de 14 semaines (certains conseillent 22 semaines pour les races les plus sensibles à la maladie). Les femelles gestantes doivent aussi être vaccinées rapidement, de manière à pouvoir passer leurs anticorps aux chiots. Le virus est très résistant et a été découvert vivant après plus d'un an dans des excréments ou dans le sol. Il résiste à des températures très basses ou très hautes. Le seul désinfectant courant à en venir à bout est l'eau de Javel, même à faible concentration (un trentième).
Les chiots sont généralement vaccinés par séries de doses, dès que l'immunité transmise par leur mère commence à décroître, et jusqu'à ce qu'ils l'aient complètement perdue. Les chiots plus âgés (16 semaines ou plus) reçoivent trois vaccinations séparées de 3 à 4 semaines. La durée de l'immunité procurée par les vaccins contre le CPV2 a été testée pour les principaux vaccins fabriqués aux États-Unis : elle est d'au moins trois ans après la première vaccination du chiot et un rappel un an plus tard.
Un chien qui a survécu à la parvovirose reste généralement contagieux pendant trois semaines, éventuellement jusqu'à six. Le risque infectieux subsistant est principalement lié à la contamination de l'environnement par les excréments, où le virus peut survivre plusieurs mois. Les possesseurs de chiens proches doivent faire vacciner leurs animaux ou faire vérifier qu'ils disposent d'une immunité suffisante. Le vaccin n'étant pleinement efficace qu'après deux semaines, les chiens contagieux doivent être placés en quarantaine jusqu'à ce que tous les autres soient protégés.